# Индийский леопард
Инди́йский леопа́рд (лат. Panthera pardus fusca) — подвид леопарда, который обитает на  Индийском субконтиненте. Вид занесен в Красный список МСОП как уязвимый, из-за утраты и фрагментации среды обитания и браконьерства.
Индийский леопард является одной из крупнейших кошек обитающих на Индийском субконтиненте.
В 2014 году в Индии была проведена перепись леопардов, в результате в обследованных районах было оценено около 7900 особей, а по всей стране насчитывается около 12-14 тысяч особей.

## Общая характеристика
У индийского леопарда сильные конечности, длинный хвост, широкая морда с короткими ушами и маленькими желтовато-серыми глазами.
Шерсть у леопарда желтовато-коричневого или золотистого цвета с чёрными пятнами, пятна постепенно исчезают к светлому низу живота, внутренней части и нижней части ног. Пятна наиболее яркие на спине, боках и задних конечностях. Рисунок уникален для каждого леопарда. Пятна индийского леопарда больше, чем у других подвидов, живущих в Азии.

### Размер
Самцы индийского леопарда имеют длину тела 127-142 см и хвост длиной 76-91 см, их вес 50-77 кг. Самки меньше, их размер 104-117 см, длина хвоста 76-88 см, а вес 29-34 кг. 

## Ареал

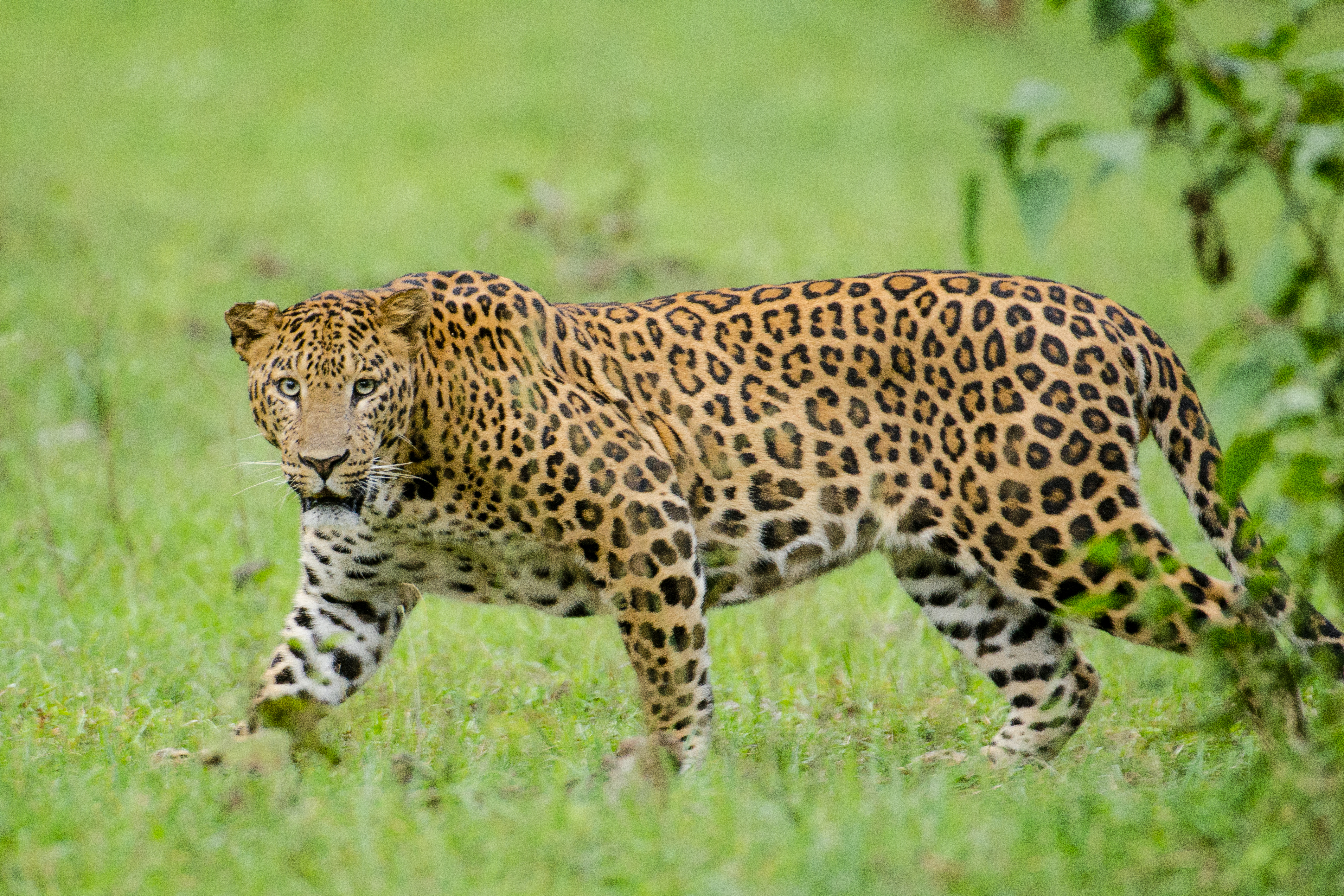
Леопард в национальном парке Нагарахол

Индийский леопард распространен в Индии, Непале, Бутане, некоторых районах Пакистана. Время от времени леопарды заходят в Бангладеш, леса Силхета, но жизнеспособных популяций там нет. Леопарды живут как в тропических лесах, так и в лесах умеренного пояса и даже в северных хвойных лесах. 
Естественными границами ареала индийского леопарда являются: река Инд на западе, Гималаи на севере, дельта реки Ганг и нижнее течение реки Брахмапутра на востоке. 
В Южном Тибете вид был зарегистрирован в Национальном природном заповеднике Джомолунгма. В Пакистане обитает в гималайских лесах и горных районах, также был зарегистрирован в горах Киртхар, на северо-востоке Булджиста и на холмах Мурри. Леопардов иногда замечают зимой на холмах Маргалла, где они охотятся на обезьян в лесу и на местный домашний скот.

### Популяция в Индии
Согласно проведенной переписи леопардов, на 2015 год в Индии обитает 7 910. Предполагалось, что по всей стране проживает от 12 000 до 14 000 леопардов. По состоянию на 2020 год популяция леопардов в лесных районах обитания тигров в Индии оценивалась в 12 172-13 535.
| Штат          | Кол-во леопардов (2015) |
| ------------- | ----------------------- |
| Андхра-Прадеш | 343                     |
| Бихар         | 98                      |
| Чхаттисгарх   | 846                     |
| Гоа           | 86                      |
| Гуджарат      | 1395                    |
| Джаркханд     | 46                      |
| Карнатака     | 1783                    |
| Керала        | 650                     |
| Мадхья-Прадеш | 3421                    |
| Махараштра    | 1690                    |
| Одиша         | 760                     |
| Тамилнад      | 868                     |
| Уттар-Прадеш  | 316                     |
| Уттаракханд   | 839                     |

## Поведение и экология

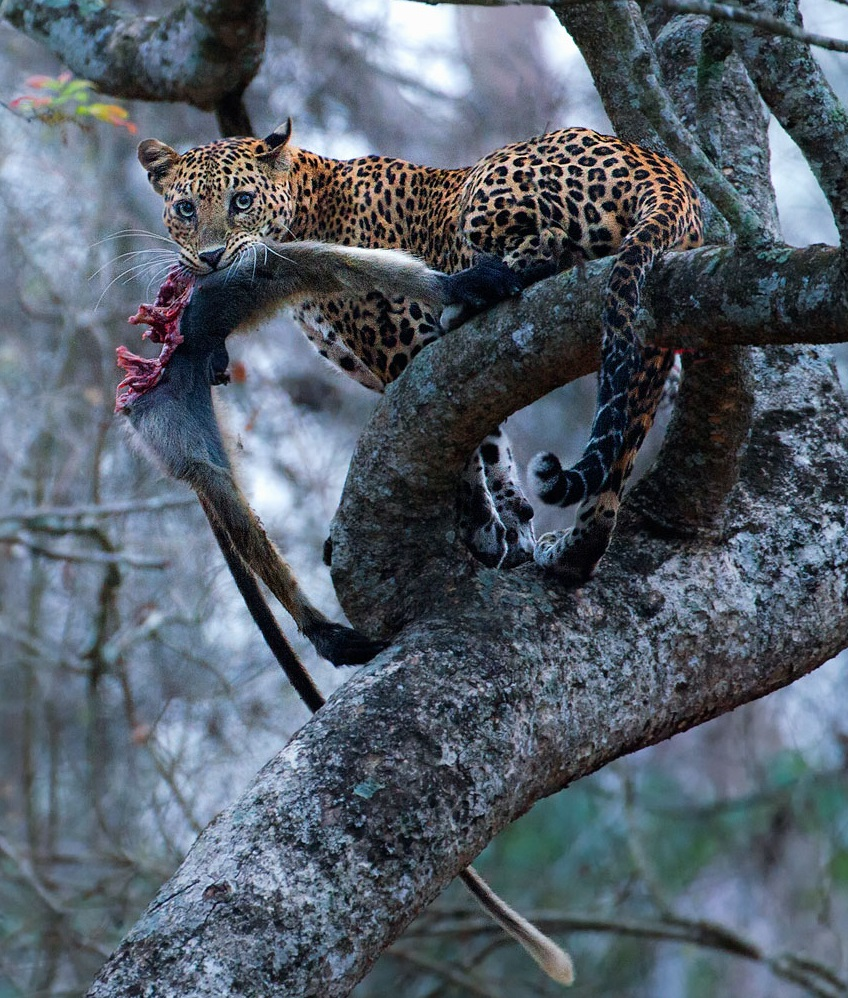
Леопард с добычей

Леопард ведет в основном ночной образ жизни, днем он в основном отдыхает на деревьях. Леопарды отлично лазают по деревьям, хорошо плавают. На земле индийский леопард способен развивать скорость более 58 км/ч, прыгать на 6 м в длину и на 3 м в высоту. Леопард может мяукать, мурлыкать и реветь.
Территория самцов занимает площадь около 48 км², а самок 17 км².
Рацион индийского леопарда достаточно разнообразен: аксис, индийский замбар, нильгау, кабан, гульманы, темношеий заяц, индийский павлин.

### Размножение
Эстральный цикл длится 46 дней, а течка 6-7 дней, беременность длится 90-105 дней. В помете рождается 2-4 котенка. Самки рожают в сделанном ими логове. Детеныши рождаются с закрытыми глазами, которые открываются через четыре-девять дней после рождения.
Мех молодых особей длиннее и толще, чем у взрослых, окрас более серый с менее выраженными пятнами. В трехмесячном возрасте котята начинают охотиться с матерью. Уже в годовалом возрасте котята могут постоять за себя, но живут с матерью до 18-24 месяцев.
Продолжительность жизни леопарда 12-19 лет.

## Угрозы

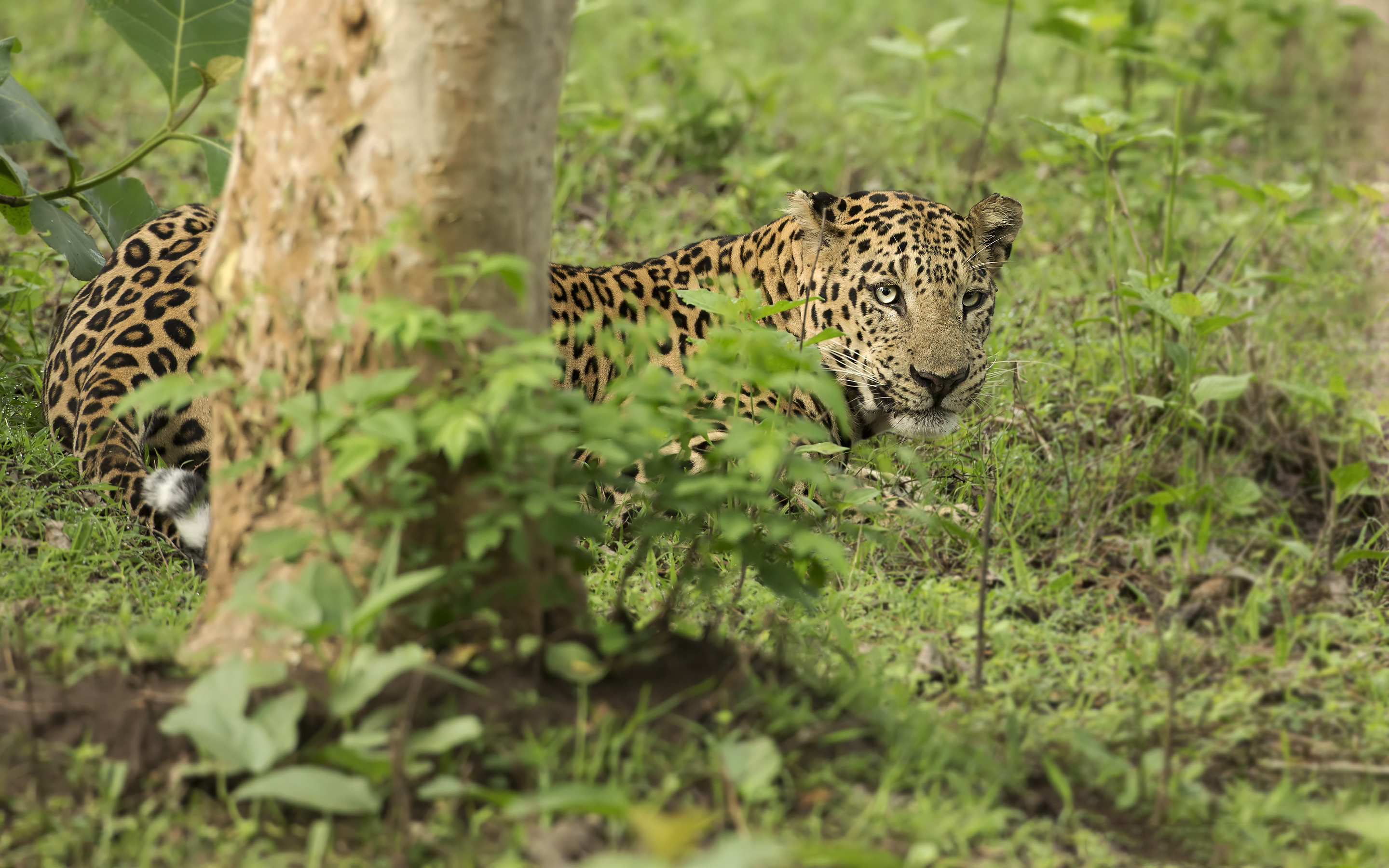

Самой большой угрозой для индийских леопардов является браконьерство и незаконная торговля. Им также угрожает потеря среды обитания и фрагментация.

### Браконьерство
Значительную угрозу популяции представляет торговля шкурами и частями тела леопардов между Индией, Китаем и Непалом.
В Индии ежегодно убивают более 200 леопардов. WPSI сообщила, что в течение 1994-2010 годов было убито не менее 3189 леопардов.
В Непале ежегодно убивают более 40 леопардов, в период с 2002 г по 2008 г было убито 243 леопарда.
В Китае и Тибете ежегодно убивают около 130 леопардов, с 1999 года по 2005 год было убито более 774 леопардов.

## Сохранение

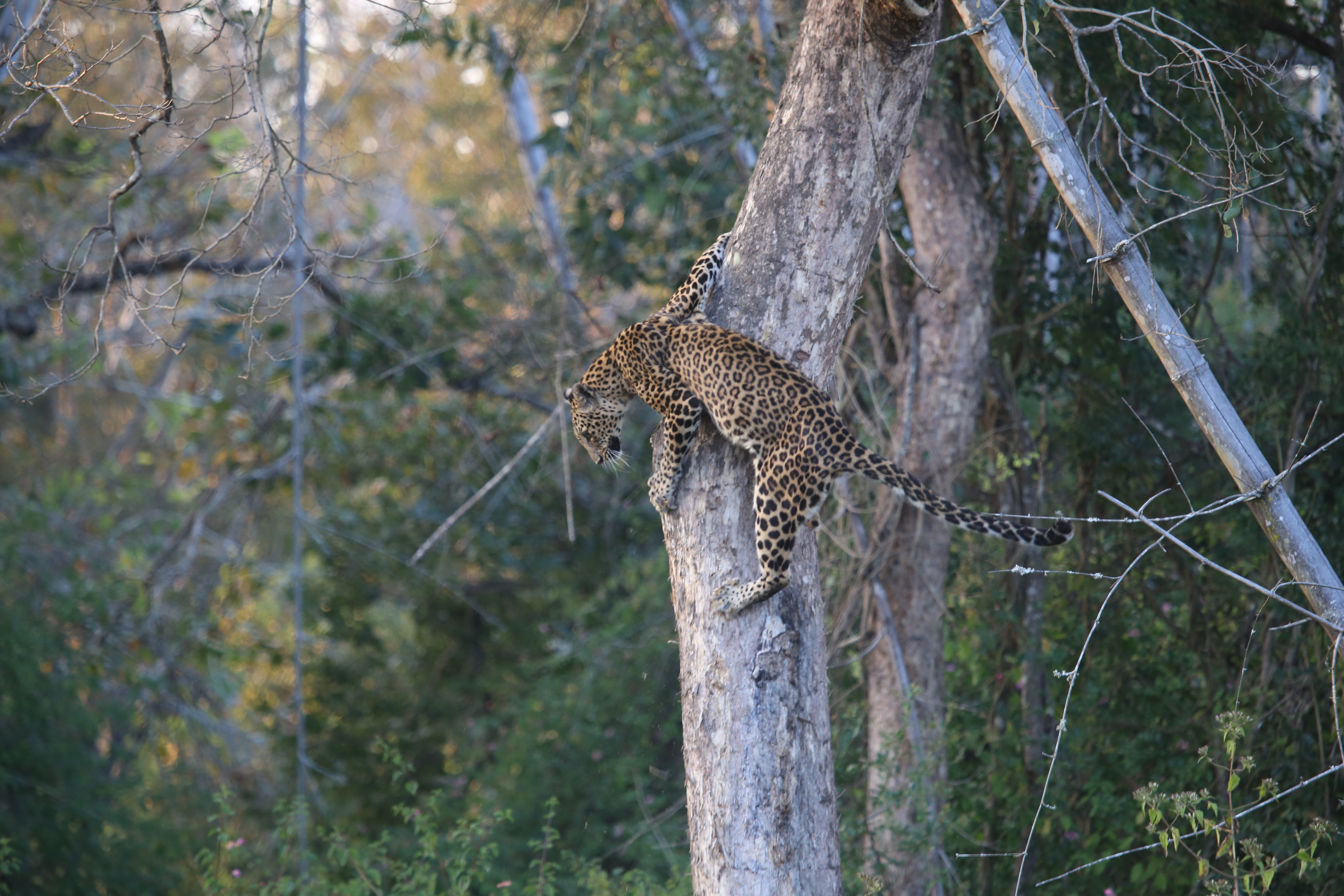
Леопард на дереве

Panthera pardus внесена в Приложение I СИТЕС . Индийский леопард считается уязвимым в Индии, Бутане, и Непале, но находится на грани исчезновения в Пакистане.
В Индии есть несколько центров спасения леопардов, таких как Центр спасения леопардов Маникдох в Джуннаре, но планируется создание большего числа центров спасения и реабилитации.

## Нападение на людей
Частота нападений леопардов на людей зависит от региона и исторического периода. В Индии и Непале проживает большая часть популяции индийских леопардов, о нападениях регулярно сообщают только в этих странах. 
В 1920-х годах в Северной Индии в округе Рудрапраяг леопард убил 125 человек за 8 лет. Он был знаменит на весь мир и до поры уходил от всех уловок охотников.